# Muscat ottonel
Le muscat ottonel est un cépage de cuve français de raisins blancs.

## Origine et répartition géographique
Ce cépage a été obtenu par Jean-Pierre Vibert en 1839, alors installé à Angers. L'origine génétique n’est pas vérifiée et c'est probablement un croisement des cépages chasselas x muscat précoce de Saumur. Il a été commercialisé à partir de 1852 par Robert, le successeur de Vibert.
En France, le cépage occupe 158 hectares en 1999 en Alsace. Des plantations sont connues en Autriche (873 hectares), en Hongrie, en Moldavie, en Ukraine, en Roumanie, en Afrique du Sud et au Canada. Le cépage est autorisé dans de nombreux Länder en Allemagne. La superficie totale mondiale est d’environ 2 000 hectares. Existe également au Grand Duché du Luxembourg, d'après un vigneron, œnologue et ingénieur en viticulture le croisement serait le chasselas et le muscat petit grain.

## Caractères ampélographiques
- Extrémité du jeune rameau aranéeux rougeâtre
- Feuilles adultes, 3 à 5 lobes, avec un sinus pétiolaire en lyre étroite parfois à bords superposés, dents ogivales, moyennes, un limbe faiblement pubescent.

## Aptitudes culturales
La maturité est de première époque tardive: 5 - 6 jours après le chasselas.

## Potentiel technologique
Les grappes sont petites à moyennes et les baies sont de taille moyenne. La grappe est cylindrique et assez lâche. Le cépage est de bonne vigueur mais moyennement fertile. Il est sensible à la pourriture grise, au mildiou et à l'oïdium. Le cépage donne des vins blancs élégants, légèrement musqués, gardant une bonne acidité. En vendange tardive, la qualité des vins est bonne.Ce vin dégage des arômes, florales, de bonbon anglais, vin croquant, vin de friandise, qui s'accorde avec les asperges, l'artichaut, légumes qui dénaturent le goût du vin, également avec du foie gras, certains fromages, certains desserts, très complexe en bouche, s'il est vendangé tardivement peu dégagé des odeurs de réduit, peut être produit en cryoextraction émanant des arômes de caramel musqués.

## Synonymes
Le  muscat ottonel est connu sous les noms muscadel ottonel, muscat de Craciunel tîrnave, muscat ottone, mushcat otonel, muskat otonel, Muskat-Ottonel, ottonel muskotály, tamîiosa ottonel.